# 得克萨斯共产党
得克萨斯共产党（英語：Communist Party of Texas）是美国得克萨斯州的一个共产主义政党，是美国共产党在得克萨斯州的分支。该党的总部在奥斯汀，现任主席是Jim Lane。该党在奥斯汀、达拉斯、休斯敦、拉夫金、圣安东尼奥设有城市俱乐部。